# Ісус на Марсі
«Ісус на Марсі» — науково-фантастичний роман 1979 року американського письменника Філіпа Хосе Фармера.
Події здебільшого відбуваються на Марсі, де земна експедиція виявляє суспільство іншопланетян і врятованих ними в давнину людей. Люди перейняли розвинені технології, тоді як іншопланетяни — релігію людей. Новоприбулі земляни постають перед складними питаннями релігії, коли дізнаються, що в цьому суспільстві живе справжній Ісус. Автор робить соціальні коментарі щодо справедливого суспільства та релігійних вірувань.

## Стислий зміст
Безпілотний науковий зонд, відправлений на Марс, виявляє іншопланетний артефакт. Наступний дослідний робот сідає на Марс і встановлює, що величезний це інопланетний корабель, частково похований під ґрунтом. Пілотована експедиція відправляється дослідити цей, очевидно, покинутий іншопланетний корабель. Та зайшовши всередину, члени експедиції потрапляють у полон і опиняються під землю в штучному середовищі існування об'єднаного суспільства людей, які гармонійно живуть з іншопланетянами Крш.
Експедиція дізнається, що в попередні тисячоліття технологічно розвинені Крш перейняли релігію людей. Це суспільство сповідує юдаїзм, але приймає Ісуса як свого Месію. До їхньої Біблії входить Книга Матвія, яка є заповітом Юди Іскаріота. Однак, на відміну від земного християнства, це суспільство розглядає Ісуса як людину, а не як Бога (див. Нікейський символ віри).
Спочатку Крш прибули на Землю з дослідницькою місією. Для вивчення Крш запропонували доставити хворих і поранених людей до їхнього космічного корабля для лікування. Потім на корабель напав інший чужорідний вид, який є особливо ворожим та ксенофобським. Незважаючи на те, що атака була відбита, а корабель інопланетян-ксенофобів зруйнований, власний корабель Крш був пошкоджений. Тож вони висадились на Марсі, щоб сховатися від потенційної загрози, яка так і не прийшла. За роки приховування екіпаж Крш та людей об'єднався в єдине суспільство.
Експедиція дізнається, що сам Ісус дивом прибув до цих людей майже дві тисячі років тому і з тих пір живе з ними. Близькість Ісуса переконлива як з точки зору конкретних, науково перевірених чудес, так і сильної духовної аури. В цій близькості переконані навіть науково досконалі Крш. Троє з чотирьох членів земного екіпажу приймають віру в цього Ісуса і переходять до марсіанської гібридної форми юдаїзму та християнства. Четвертий член екіпажу, атеїст і єдина жінка-член екіпажу, вчиняє самогубство. Згодом вона воскресає завдяки передовим технологіям, але зазнає пошкодження мозку, яке стирає значну частину її особистості.
Ближче до кінця роману Ісус веде флотилію космічних кораблів назад на Землю, реконструюючи Друге пришестя, яким його очікують земляни. Хоча прибульці з Марса бажають мирної взаємодії та пропонують безсмертя та безмежну манну, вони готові, що їх сприймуть вороже. Як і можна було очікувати, на Землі Ісуса звинувачують у тому, що він є антихристом.
Такі сумніви турбують Річарда Орма, космонавта, який очолює пілотовану експедицію із Землі. У передостанній главі Орм вагається щодо свого навернення в нову релігію та підкорення цьому марсіанському Ісусу. Потім він готується до вбивства Ісуса, але месію намагається вбити гранатою інший противник марсіанської релігії, і Орм кидається на гранату, щоб врятувати Ісуса. В останньому розділі він отямлюється оголеним і дезорієнтованим, коли виявляє, що Ісус воскрес, поки світові ЗМІ дивилися на нього. Потім Орм підтверджує свою прихильність, і роман раптово закінчується відчуттям років майбутньої боротьби проти сил зла.

## Прийом
Американський письменник Грег Костікян відгукувався про «Ісуса на Марсі» в журналі «Ares № 1». Костікян прокоментував, що «Ісус на Марсі був би блискучим, якби його написав новачок; але від Філіпа Фармера очікуються кращі речі».